# 루이스 치릴로
루이스 치릴로(Louis Chirillo, 1961년 3월 20일 ~ )는 미국의 배우, 성우, 텔레비전 배우이다.
시애틀에서 태어났다.

## 영화
- 킬 스위치 (2008년)
- 배틀 인 시애틀 (2007년)
- 블랙 라군 (2006년)
- 닥터 두리틀 3 (2006년)
- 재난지대 - 뉴욕의 화산 (2006년)
- 자니 테스트 (2005년)
- 사브리나 더 틴에이지 위치 인 프렌즈 포에버 (2002년)
- 파인더스 피 (2001년)
- 기동전사 건담 - 역습의 샤아 (1988년)